# Erwin Durán
Erwin Manuel Durán Santander (Concepción, 17 de octubre de 1970) es un exfutbolista y entrenador chileno. Actualmente dirige a Rangers de la Liga de Ascenso de Chile. 

## Trayectoria

### Como futbolista
Oriundo de Concepción, jugó en Naval, Everton, Santiago Morning y San Luis, donde se retiró del fútbol a los 27 años.

### Como entrenador
Inició su carrera como DT en 2013, cuando asumió en Fernández Vial a principios de ese año. Con el club en la Tercera A, consiguió los títulos del Torneo de Apertura y del Torneo de Clausura, con lo que debieron ascender a la Segunda División Profesional para 2014 pero no lo consiguieron por problemas administrativos.
Tras los dos títulos, recala en Naval, a principios de febrero de 2014, para reemplazar al despedido Mario Lepe, tras una magra campaña en la Primera B. Tras estar 13 fechas al mando del elenco de Talcahuano, el equipo, por motivos administrativos, desciende de categoría, pese a que el equipo se había salvado por puntaje en la Tabla General.
En agosto de ese mismo año, Deportes Puerto Montt ficha a Durán, para el inicio de la temporada en la Segunda División Profesional. El club, que estaba en la divisional desde 2013, consiguió ascender en el último partido del torneo y proclamarse campeón, tras derrotar 4-0 en el Estadio Chinquihue a San Antonio Unido, el día 5 de mayo de 2015.
En la siguiente temporada, en la Primera B 2015-2016, sigue al frente del club salmonero, consiguiendo ganar la liguilla de la segunda rueda, lo que le valió enfrentar en una final por el segundo ascenso, al ganador de la liguilla de la primera rueda, que fue Everton. En partidos de ida y vuelta, cayó 3 a 1 en Viña del Mar y venció 1 a 0 en Puerto Montt, quedándose relegado y sin el cupo de ascenso a la Primera División.
En la temporada 2016-2017, problemas administrativos del club, harían que la planilla bajara, y el rendimiento del club también. Durante el torneo en la serie de plata del fútbol chileno, consiguió el 8.º lugar de 15, con 38 puntos, lejos del ascendido y campeón Curicó Unido.
Luego recala en Deportes Copiapó, donde logra una histórica campaña en el Transición 2017, quedando en el segundo lugar a 8 puntos del campeón Unión La Calera.
Tras un paso por Deportes Limache, en 2019 regresa a Fernández Vial, siendo desvinculado en agosto del mismo año. Para 2020, es anunciado como nuevo entrenador de Unión San Felipe, siendo destituido del Uni-Uni en noviembre, con el equipo en el 5° lugar de la Primera B. Para la temporada 2021, es anunciado su regreso a Deportes Copiapó donde obtiene el 2° lugar tras el campeón Coquimbo Unido, logrando clasificar a la final del Play-Offs, pero tras la suspensión de la liguilla ante el cuadro de la primera división, presentó su renuncia indeclinable a la banca.
Días después, fue anunciado su regreso a la banca de Deportes Puerto Montt. El 17 de julio de 2023, fue despedido de Deportes Puerto Montt tras una serie de malos resultados y dejando al equipo en última posición del torneo. El 16 de enero de 2024 fue anunciado como el nuevo entrenador de Deportes La Serena de la Primera B, liderando al equipo al ascenso y coronándose como campeón de la categoría. El 15 de mayo de 2025, es anunciado se despido de la banca serenense.

## Clubes

### Como jugador
| Club             | País  | Año       |
| ---------------- | ----- | --------- |
| Naval            | Chile | 1987-1990 |
| Everton          | Chile | 1991-1994 |
| Santiago Morning | Chile | 1995      |
| San Luis         | Chile | 1996-1997 |

### Como entrenador
| Club                  | País  | Año       | P   | PG  | PE  | PP  | Rendimiento |
| --------------------- | ----- | --------- | --- | --- | --- | --- | ----------- |
| Fernández Vial        | Chile | 2013      | 11  | 7   | 3   | 1   | 72.73%      |
| Naval                 | Chile | 2014      | 16  | 5   | 3   | 8   | 37.5%       |
| Deportes Puerto Montt | Chile | 2014-2017 | 106 | 50  | 27  | 29  | 55.66%      |
| Deportes Copiapó      | Chile | 2017-2018 | 47  | 18  | 9   | 20  | 44.68%      |
| Deportes Limache      | Chile | 2018      | 10  | 6   | 3   | 1   | 70%         |
| Fernández Vial        | Chile | 2019      | 26  | 9   | 8   | 9   | 44.88%      |
| Unión San Felipe      | Chile | 2020      | 22  | 9   | 8   | 5   | 53.03%      |
| Deportes Copiapó      | Chile | 2021      | 35  | 16  | 11  | 8   | 56.19%      |
| Deportes Puerto Montt | Chile | 2022-2023 | 60  | 22  | 16  | 22  | 45.56%      |
| Deportes La Serena    | Chile | 2024-2025 | 47  | 27  | 11  | 9   | 65.25%      |
| Rangers               | Chile | 2025-Act. | 9   | 3   | 4   | 2   | 48.14%      |
| Total                 | Total | Total     | 389 | 172 | 103 | 114 | 53.05%      |

## Palmarés

### Campeonatos nacionales
| Título                       | Club                  | País  | Año     |
| ---------------------------- | --------------------- | ----- | ------- |
| Torneo de Apertura Tercera A | Fernández Vial        | Chile | 2013    |
| Torneo de Clausura Tercera A | Fernández Vial        | Chile | 2013    |
| Segunda División Profesional | Deportes Puerto Montt | Chile | 2014-15 |
| Primera B                    | Deportes La Serena    | Chile | 2024    |